# Людорф, Фридрих Август
Фридрих Август Людорф (нем. Friedrich August Lühdorf; 8 марта 1834, Эберфельд — 14 ноября 1891, Гамбург) — немецкий оптовый предприниматель, дипломат, купец 1-й гильдии, германский консул в Приморской области, директор торгового общества Восточной Сибири, благотворитель. Жил и работал на Дальнем Востоке в конце XIX века. Представлял гамбургскую фирму «Годеффруа и сыновья». В 1862 году в Николаевске официально приступил к должности консула Германии.

## Биография
Родился 8 марта 1834 года в прусском городе Эльберфельде, являвшемся на то время одним из крупных центров производства хлопчатобумажных, шёлковых и шерстяных тканей. Его отец Иоганн Фридрих Людорф владел красильной мастерской. В 1839—1849 годах учился в школе. После её окончания он стал приказчиком и по торговым делам разъезжал по Европе. В 1852 году он женился на Эмме Марии Хосфелд (Hosfeld). Впоследствии в честь своей жены он назовёт пароход «Эмма Людорф».
В 1853 году на пароходе отправился в Южную Америку, где два года в провёл Монтевидео, Буэнос-Айресе, Вальпараисо, Лиме, затем через Сан-Франциско и Сандвичевы острова осенью 1854 года добрался до Гонконга. В апреле 1855 года ему устроился карго-агентом в местное отделение гамбургского торгового дома «W. Pustau und К.». Его первым заданием на новом месте работы стала доставка 100 тонн угля и 200 тонн немецких товаров (оружия, боеприпасов, мануфактуры, оптических приборов, часов, посуды, сахара, алкогольных напитков) из Гонконга в Хакодате (Япония) на американском бриге «Грета». Людорф выполнил поручение, сумма сделок оценивалась в 2000 долларов. Будучи в Японии Людорф вёл дневник, опубликованный им в 1857 году.
В 1856 году начал коммерческую деятельность в Николаевске. Сначала был представителем торгового дома «W. Pustau und К.», но с 1859 года уже занимался предпринимательской деятельностью самостоятельно, постепенно расширил сферу своей деятельности. Станол директором «Хаджи Бей Компани», акционером компании «Буорон и Ко» и владельцем угольных шахт на Сахалине. Вместе с тем Людорф представлял интересы различных компаний, включая британскую «Ллойд» и гамбургскую «Годеффрой». В 1858 году к Людорфу на Амур приехала жена. В 1862 году был назначен гамбургским консулом в Приморской области. В 1856—1869 годах занимался сборами бабочек в Приморье. За успешную деятельность военный губернатор Приморской области Иван Васильевич Фуругельм, наиболее известный поставщик энтомологических коллекций представил Людорфа к русской награде. Людорф, как и многие частные предприниматели Дальнего Востока в дореволюционное время вёл торговлю дальневосточными насекомыми, птицами и животными, продавая их коллекционерам всего мира.
К 1870-м годам оборот предприятий Людорфа на российском Дальнем Востоке составляли около 800 тысяч рублей за год. 1 января 1872 года вместе с гамбургскими и петербургскими купцами основал Акционерное общество «Восточно-сибирская торговая компания» с капиталом в 1 млн таллеров и главной конторой в Гамбурге. Предприятие просуществовало до 1890 года. В 1879 году Людорф получил титул барона и заветную приставку к имени — фон. Умер фон Людорф в Гамбурге 14 ноября 1891 года.

## Память
В честь него назван азиатский род бабочек из семейства парусников — Luehdorfia (Crüger, 1878).